# 天开寺 (北京)
天开寺，位于北京市房山区韩村河镇龙门生态园内元宝山上，是一座汉传佛教寺院。

## 简介
据说，天开寺始建于东汉建武二十六年（50年），当时中印度僧人华严慧晟来此创建了天开寺。此后天开寺历经北魏、晋、隋、唐、辽、金、明、清各朝代。西晋，教育家霍原在这里讲学，拒绝了六次朝廷的礼聘。辽朝，高僧忏悔上人主持天开寺。元朝至元二十年，元世祖忽必烈赐圣旨护持天开寺，应公禅师奉旨重建天开寺及其所属百多座寺庙。明朝，周吉祥禅师住持天开寺，同时任大觉寺住持，周吉祥是圣慈仁寿太皇太后的从弟。
1990年，天开寺内的天开塔在清理塔基时，自地宫发掘出土舍利塔、辽代木制供桌等20余件文物，舍利塔内有3颗佛舍利。舍利在天开寺内短暂放置后，便由北京市、房山区文物部门管理，暂置房山云居寺。
2006年，由龙门生态园董事长尤西森出巨资，龙门生态园修复了天开塔，重建了天开寺。2010年9月15日，经北京市房山区人民政府批准，房山区民政局为天开寺颁发宗教活动场所证，并确定由监院延佛法师主持天开寺的全面工作，延佛法师任寺管会主任。
1995年，天开塔被公布为北京市房山区文物保护单位。2012年，“观音洞”（时代不详）、“天开经幢”（时代为辽代）被定为北京市房山区普查登记文物。
2014年9月8日，当年从天开塔地宫出土的3颗佛舍利由房山区文化委员会护送回天开寺，安放在天开寺新建的舍利观瞻馆内。此后舍利观瞻馆向公众免费开放观瞻。

## 建筑
天开寺所属七处寺院为：天开寺，兴隆禅寺，天开塔，念佛堂，观音寺，观音洞，六祖禅院（比丘住兴隆禅寺、比丘尼住观音寺）。
- 天开寺：坐北朝南。山门殿内左右为钟鼓楼，两侧各有七间客堂，山门殿以北为天王殿。第二进院正殿为大雄宝殿，东为伽蓝殿，西为祖师殿。第三进院建有两层楼阁，上层为藏经楼，下层为观音殿，两侧各有七间厢殿。
- 六祖禅院：位于天开寺西北侧。
- 观音洞：位于天开寺西侧，六祖禅院南侧。
- 天开塔：位于六祖禅院北侧。
- 念佛堂：位于天开塔北侧。
- 观音寺：位于天开塔西北侧，念佛堂西侧。一重院落，北为观音殿，西为伽蓝殿，东为佛祖殿。
- 兴隆禅寺：位于观音寺西南侧。坐北朝南。山门殿外有放生池。山门殿内左右为钟鼓楼。山门殿内有三重院落，第一进为龙王殿。第二进为大玉佛殿，东为药师殿，西为弥陀殿。第三进为法堂。
- 山神庙：位于兴隆禅寺山门殿外西南侧。
- 土地庙：位于山神庙以南。

## 历任住持
- 释宽见（2008年—）
- 释延佛（2010年—）（监院任寺管会主任，主持全面工作）